# Elephant Man (cântăreț)
Elephant Man, cunoscut și sub porecla de The Energy God (născut O'Neil Bryan n. 11 septembrie 1975, Kingston, Jamaica) este un cântăreț american. În 2007 a colaborat cu Kat DeLuna pentru single-ul de debut al artistei, Whine Up.

## Discografie
- Scooby Away (2000)
- Comin' 4 U (2000)
- Log On (2001)
- Higher Level (2002)
- Good 2 Go (2003)
- Monsters Of Dancehall (2007)
- Let's Get Physical (2008)
- Dance & Sweep (2011)
- Out Of Control gǎzduit de DJ Hidrro (urmeazǎ)

### Discuri single
| Anul | Discul single                                          | Poziția maximă | Poziția maximă | Poziția maximă | Albumul            |
| Anul | Discul single                                          | US Hot 100     | US R&B/Hip-Hop | Hot Rap Tracks | Albumul            |
| 2003 | "Pon De River"                                         | 86             | 68             | 19             | Good 2 Go          |
| 2004 | "Jook Gal" (featuring Twista, YoungBloodZ and Kiprich) | 57             | 20             | 15             | Good 2 Go          |
| 2007 | "Five-O" (featuring Wyclef Jean)                       | –              | 87             | –              | Let's Get Physical |
| 2007 | "Willie Bounce"                                        | –              | 51             | –              | Let's Get Physical |
| 2009 | "Nuh Linga"                                            | –              | 84             | –              | Dance & Sweep      |